# غلين لوفينس
غلين لوفينس (بالهولندية: Glenn Loovens)‏ (22 أكتوبر 1983 هولندا - ) هو لاعب كرة قدم هولندي، يلعب كمدافع.

## مسيرته الكروية
لعب غلين لوفينس خلال مسيرته الاحترافية مع 8 أندية في عشرون موسمًا وسجل خلالها 14 هدفًا ضمن 384 مباراة. حيث فاز في موسم واحد بالكأس وفي موسم واحد بالدوري.
خاض غلين لوفينس مسيرته مع نادي فاينورد في موسم 2001–02 واستمر معه طيلة ثلاثة مواسم، مشاركًا في 26 مباراة ولم يسجل أي هدف. ثم انتقل إلى نادي إكسلسيور في موسم 2003–04 لمدة موسم واحد، حيث شارك في 24 مباراة سجل خلالها هدفين. لينتقل بعدها إلى نادي دي غرافشاب في موسم 2004–05 لمدة موسم واحد، مشاركًا في 11 مباراة ولم يسجل أي هدف. ثم انتقل إلى نادي كارديف سيتي في موسم 2005–06 ليلعب معه أربعة مواسم، مشاركًا في 100 مباراة سجل خلالها 3 أهداف. هذا وانتقل لاحقًا إلى نادي سلتيك في موسم 2008–09 ليلعب معه أربعة مواسم، مشاركًا في 61 مباراة سجل خلالها 8 أهداف. ثم انتقل بعدها إلى نادي ريال سرقسطة في موسم 2012–13 لمدة موسم واحد، مشاركًا في 21 مباراة ولم يسجل أي هدف. ليعود وينتقل من جديد، لكن هذه المرة إلى نادي شيفيلد وينزداي في موسم 2013–14 ليلعب معه خمسة مواسم، مشاركًا في 130 مباراة سجل خلالها هدفًا واحدًا. لينتقل بعدها إلى نادي سندرلاند في موسم 2018–19 لمدة موسم واحد، مشاركًا في 11 مباراة ولم يسجل أي هدف.

## وصلات خارجية
غلين لوفينس على موقع الاتحاد الدولي (مؤرشف)  (الإنجليزية)
- غلين لوفينس على موقع الاتحاد الأوربي (الإنجليزية)
- غلين لوفينس على موقع قاعدة بيانات كرة القدم.إي يو (الإنجليزية)
- غلين لوفينس على موقع بيانات كرة القدم. دي إي (الألمانية)
- غلين لوفينس على موقع ناشيونال فوتبول تيمز (الإنجليزية)
- غلين لوفينس على موقع Soccerbase.com (لاعب) (الإنجليزية)
- غلين لوفينس على موقع Soccerway.com (الإنجليزية)
- غلين لوفينس على موقع عالم كرة القدم.نت (الإنجليزية)
- غلين لوفينس على موقع AS.com (الإسبانية)